# Poffert

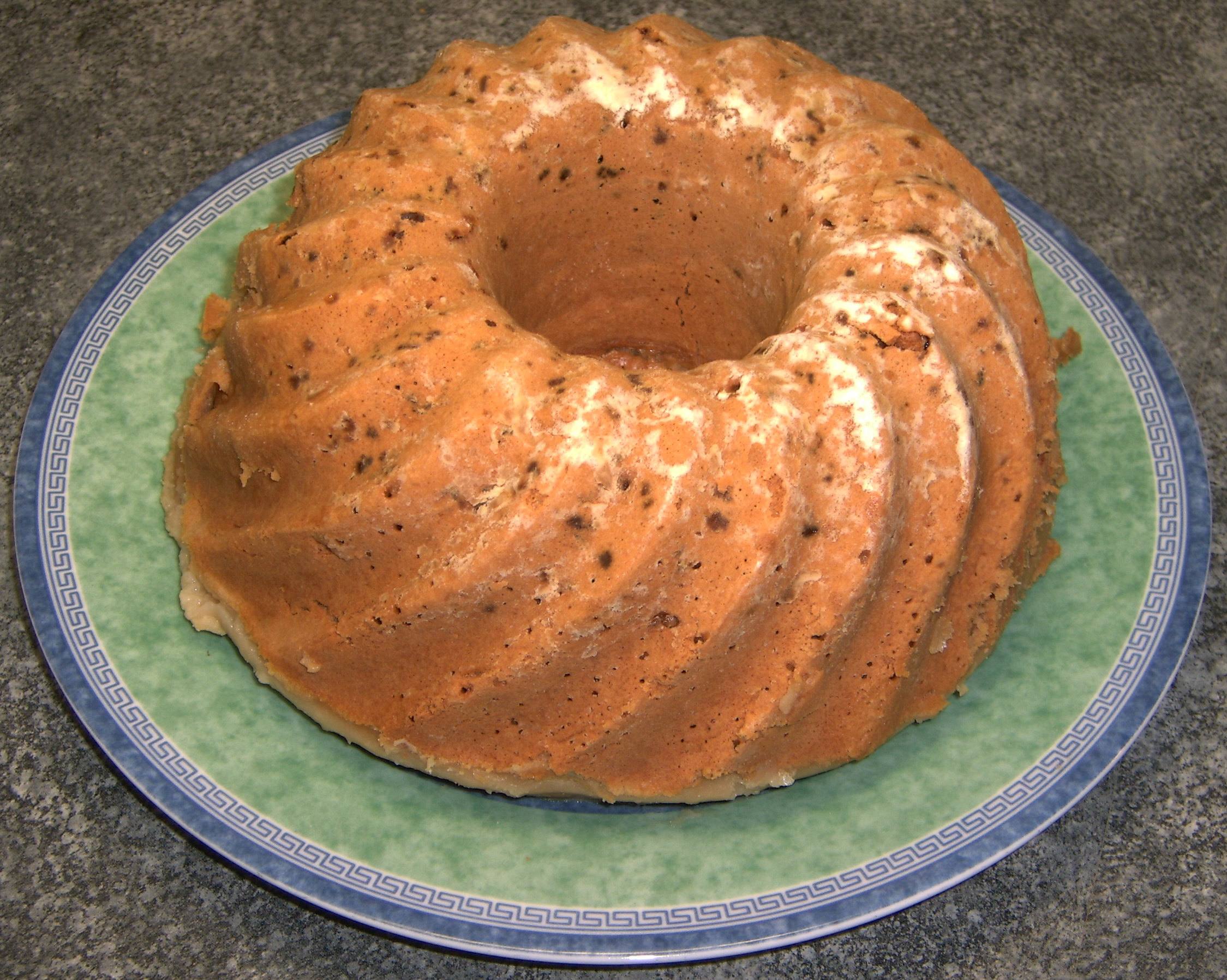
De poffert, een traditioneel Gronings gerecht

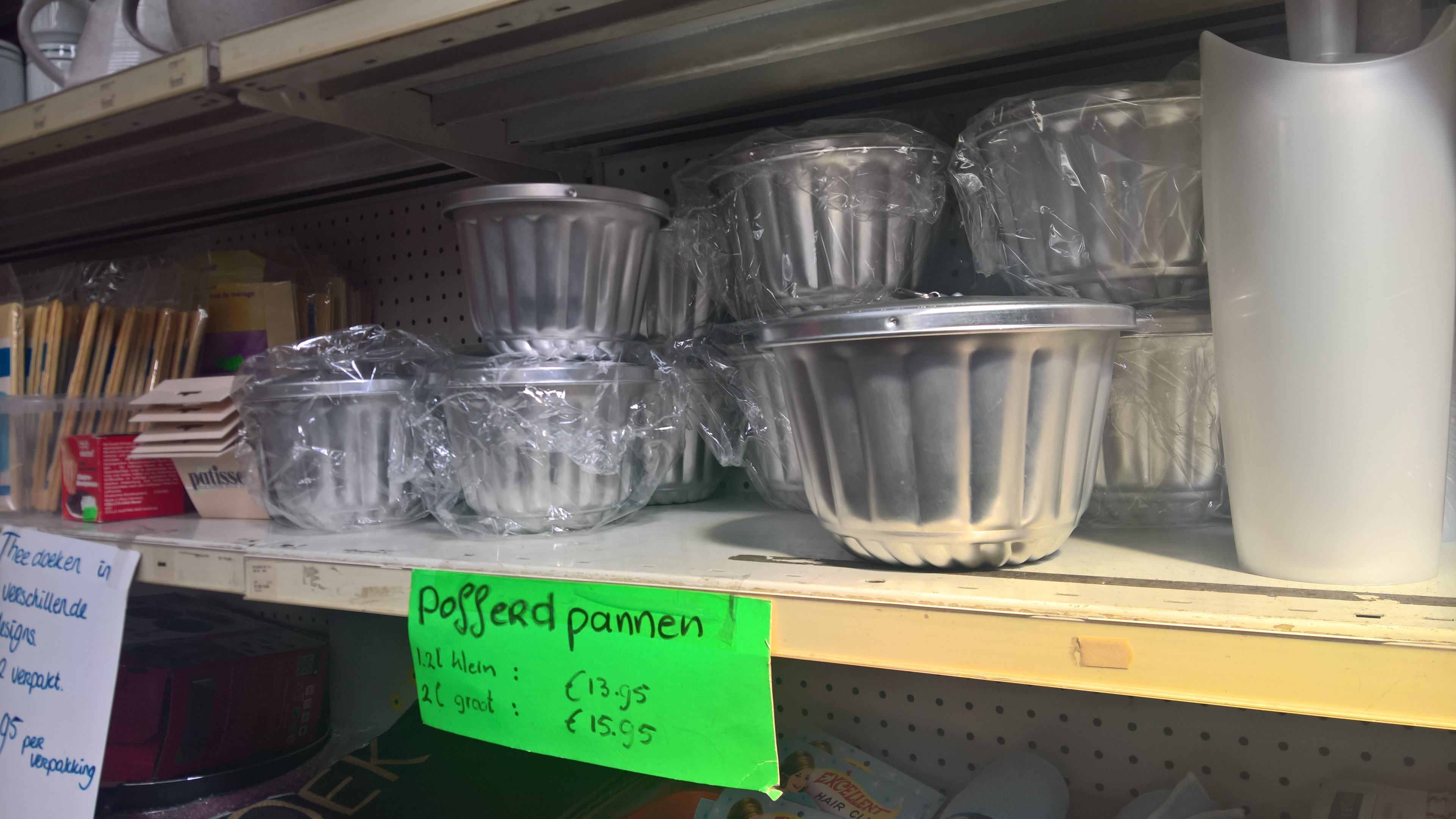
Poffertpannen

Poffert (Gronings: povvert) is een Gronings broodachtig gerecht. In andere delen van Nederland komt nagenoeg hetzelfde recept voor, maar heet het gerecht anders: ketelkoek, of broeder in cakevorm. Ook de tulband is verwant, maar is meer cake-achtig.
Poffert werd en wordt vooral gegeten als hoofdgerecht en soms als toetje, meestal in de winter omdat het een nogal zwaar gerecht is. Poffertbeslag bevat zelfrijzend bakmeel (of gewone tarwebloem, boekweitmeel en gist), krenten, rozijnen, melk, eieren en wat zout; soms wordt ook sukade toegevoegd.
De poffert wordt au bain-marie in een speciale pofferttrommel gekookt. Om het aanhechten te voorkomen wordt deze soms aan de binnenzijde belegd met plakjes spek. Tegenwoordig wordt poffert ook vaak in de oven gebakken in een tulbandvorm. Poffert wordt traditioneel gegeten met gesmolten roomboter en stroop of suiker. Er bestaan ook recepten waarin allerlei vruchten worden verwerkt en recepten voor hartige varianten.

## Jan-in-de-zak
Jan-in-de-zak of meelklont heeft hetzelfde beslag. Het deeg wordt bij dit gerecht echter niet in een trommel au bain-marie gekookt, maar wordt in een schone neteldoek gedaan. Die doek wordt dichtgebonden met een touwtje, vandaar de naam. Het deeg wordt vervolgens gekookt in water of melk.

## De Poffert
Het gehucht De Poffert, tussen Hoogkerk en Enumatil, is naar dit gerecht genoemd.